# Lidově demokratická strana
Lidově demokratická strana (též Demokratická strana lidu, turecky Halkların Demokratik Partisi (HDP), kurdsky Partiya Demokratîk a Gelan) je turecká levicová až krajně levicová socialisticko-antinacionalistická politická strana. Klade důraz na participativní demokracii, radikální demokracii, práva menšin a mládeže, feminismus a rovnostářství.
Byla založena roku 2012 jako politická odnož Lidově demokratického kongresu (HDK), unie řady levicových hnutí. Je v alianci s Demokratickou stranou regionů (DBP), která je tak také někdy označována za její mateřskou stranu. Je členem Strany evropských socialistů a poradním členem Socialistické internacionály.